# Autogamie

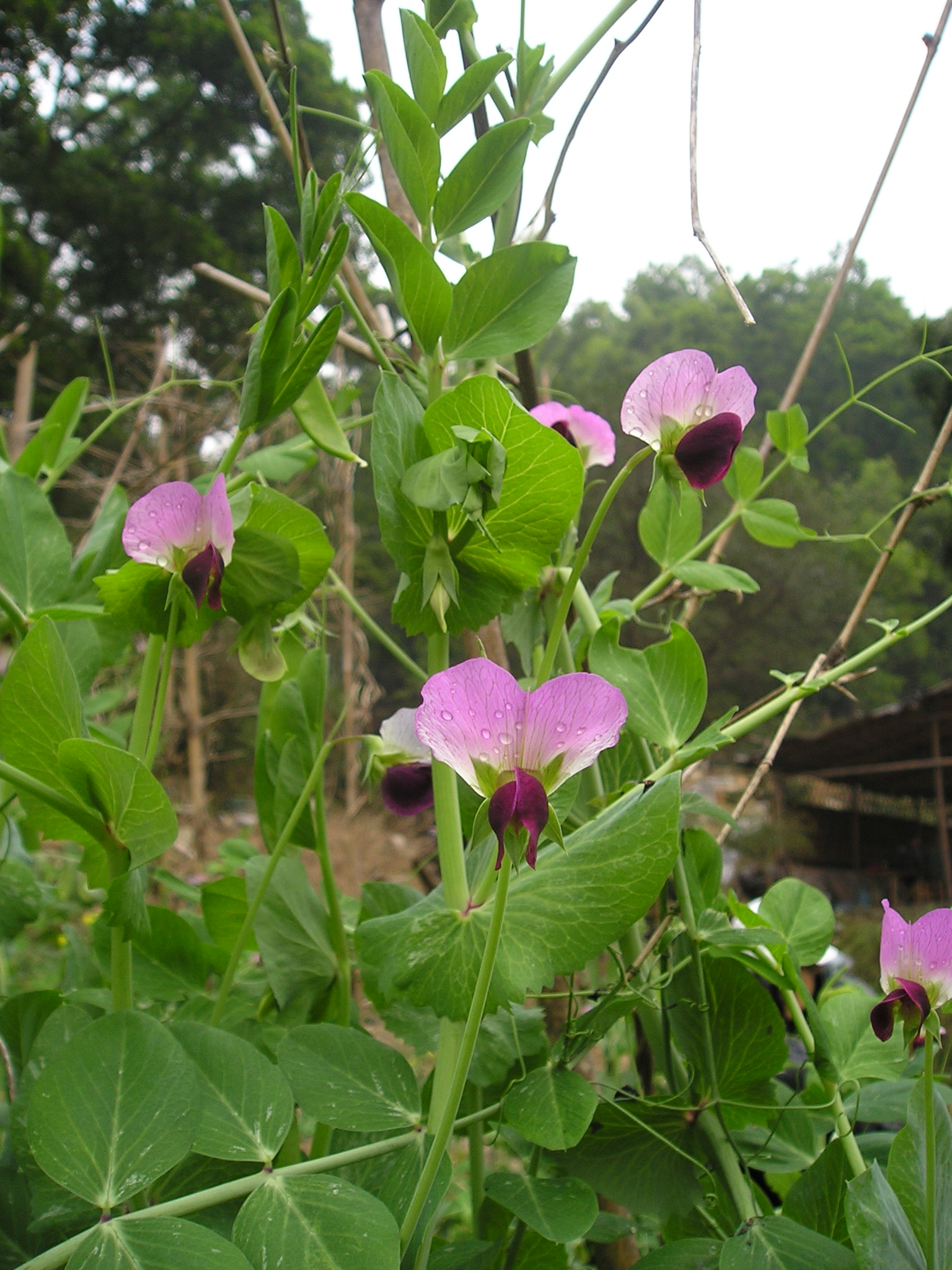
Les fleurs de pois de senteur produisent leurs graines par autogamie.

L’autogamie, appelée aussi autofécondation ou autofertilité, est un mode de reproduction sexuée dans laquelle les deux gamètes sont issus du même individu. Cette forme de reproduction par fécondation solitaire est observé chez les plantes mais aussi dans quelques groupes d'animaux (vers plats, planorbes).
On parle d'autogamie pour le processus de fécondation des organes mâles et femelles d'une même fleur. La plupart des plantes sont hermaphrodites et pourraient théoriquement utiliser ce procédé de fécondation qui paraît le plus simple. Pourtant, le végétal s'adapte en réalisant d'autres types de pollinisation, soit en totalité, soit en complément de l'autogamie.
Chez les plantes autogames, la dispersion du pollen est très faible. La fécondation peut avoir lieu avant même l'ouverture de la fleur. Ces plantes sont dites cléistogames. Cependant, l'autogamie stricte étant rare, il y a souvent un résidu d'allogamie (de l'ordre de 5 % chez le blé). Chez de nombreuses espèces, l'autogamie reste encore possible si la fécondation croisée échoue, par exemple en cas de temps humide ou d'absence d'agents pollinisateurs.
Ce type de reproduction est favorisé par l'agriculture, toutefois elle est moins riche en diversité génétique que l’allogamie.

## Exemples de plantes autogames
Avoine, orge, riz, sorgho, colza, coton, haricot, lin, pois, piment, soja, tabac, tomate, aubergine, laitue, fève, poivron, pomme de terre.